# Maisonnais-sur-Tardoire
Maisonnais-sur-Tardoire (tiếng Occitan: Maisonès) là một xã của tỉnh Haute-Vienne, thuộc vùng Nouvelle-Aquitaine, miền trung nước Pháp.